# Zofia Gołubiew

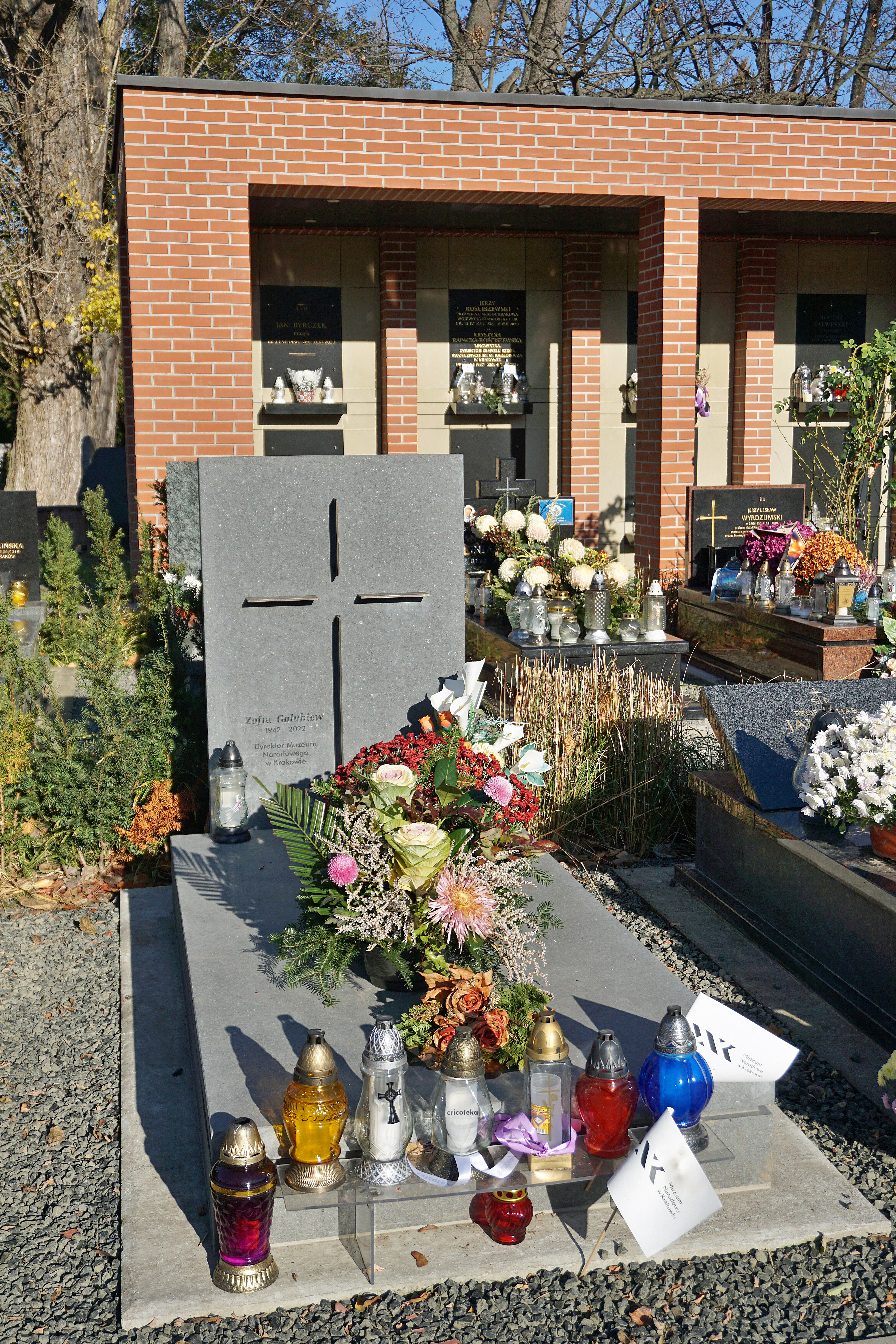
Grób Zofii Gołubiew na cmentarzu Rakowickim w Krakowie

Zofia Anna Gołubiew z domu Oleś (ur. 20 kwietnia 1942 w Krakowie, zm. 9 marca 2022 tamże) – polska historyczka sztuki, muzealniczka, w latach 2000–2015 dyrektor Muzeum Narodowego w Krakowie.

## Życiorys
Ukończyła studia z historii sztuki na Uniwersytecie Jagiellońskim. Pierwszą autorską wystawę zorganizowała na początku lat 70. w galerii ZPAP Pryzmat w Krakowie. Zaczęła też publikować teksty o sztuce w tygodniku „Kultura” i rozpoczęła pracę na etat w Polskim Wydawnictwie Muzycznym.
Dwa lata po ukończeniu studiów związała się zawodowo z Muzeum Narodowym w Krakowie. Pełniła tam funkcję redaktora wydawnictwa (1974–1980), kierownika działu nowoczesnego polskiego malarstwa i rzeźby (1980–1996) oraz zastępcy dyrektora ds. naukowych i oświatowych (1996–2000). Pod nadzorem Mieczysława Porębskiego w 1985 przygotowała wraz z zespołem pracowników Galerię Sztuki Polskiej XIX wieku, a w 1991 zorganizowała w Gmachu Głównym Muzeum Narodowego Galerię Sztuki Polskiej XX wieku, która przez wiele lat była największą tego typu prezentacją sztuki współczesnej w Polsce i stanowiła bazę dla zorganizowanej na przełomie kilkanaście lat później nowoczesnej Galerii Sztuki Polskiej XX i XXI wieku.
W latach 2000–2015 Zofia Gołubiew była dyrektorem Muzeum Narodowego w Krakowie. Uporządkowała sytuację prawną i lokalową muzeum. Opracowała projekt przekształcenia czterech domów biograficznych – oddziałów Muzeum Narodowego: Domu Jana Matejki, Domu Józefa Mehoffera wraz z ogrodem, Muzeum Stanisława Wyspiańskiego oraz Muzeum Karola Szymanowskiego w willi „Atma” w Zakopanem. Pod jej kierownictwem przeprowadzono remont konserwatorski Kamienicy Łozińskich, zakończono też czteroletni remont i modernizację Galerii Sztuki Polskiej XIX wieku w Sukiennicach. W 2007 po zakończeniu wieloletniego remontu konserwatorskiego jako oddział Muzeum Narodowego prezentujący sztukę średniowieczną urządzony został pałac biskupa Erazma Ciołka. Odzyskano dla muzealnych celów zabytkowy spichlerz, w którym utworzono Ośrodek Kultury Europejskiej Europeum. W 2013 po zakończeniu generalnego remontu pałacu Czapskich otworzono w nim Europejskie Centrum Numizmatyki Polskiej. Zainicjowano działania związane z budową położonego w jego sąsiedztwie Pawilonu Józefa Czapskiego.
W latach 2000–2003 Zofia Gołubiew była prezesem zarządu Fundacji Książąt Czartoryskich. W latach 2000–2012 była członkiem Rady do Spraw Muzeów działającej przy ministrze kultury i dziedzictwa narodowego. W 2001 została członkiem Społecznego Komitetu Odnowy Zabytków Krakowa, od 2009 zasiadała w prezydium komitetu.
Zmarła 9 marca 2022; msza pogrzebowa została odprawiona 17 marca w bazylice Mariackiej w Krakowie. Została pochowana na cmentarzu Rakowickim w Krakowie(kwatera CIX, rząd 2, miejsce 2).

## Życie prywatne
Córka Zbigniewa i Aliny. Zawarła związek małżeński ze Stanisławem Gołubiewem, z którym miała córkę Katarzynę. Była synową Antoniego Gołubiewa oraz teściową Janusza Barańskiego.

## Odznaczenia i wyróżnienia
- Krzyż Kawalerski Orderu Odrodzenia Polski (1999)[15]
- Order Księżnej Olgi III klasy (Ukraina, 2004)[16][17]
- Złoty Medal „Zasłużony Kulturze Gloria Artis” (2005)[18]
- Nagroda Miasta Krakowa w dziedzinie kultury i sztuki (2008)[19]
- Order Księżnej Olgi II klasy (Ukraina, 2008)[20]
- Złoty Medal za Długoletnią Służbę (2010)[21]
- Krzyż Komandorski Orderu Odrodzenia Polski (2011)[22]
- Kawaler I Klasy Królewskiego Norweskiego Orderu Zasługi (Norwegia, 2012)[23][24]
- Tytuł „Najbardziej Wpływowej Kobiety Małopolski” przyznany w plebiscycie „Gazety Krakowskiej” (2013)[2]
- Honorowa Doroczna Nagroda Ministra Kultury i Dziedzictwa Narodowego w dziedzinie ochrony dziedzictwa kulturowego (2014)[2]
- Złota Odznaka Honorowa Województwa Małopolskiego – Krzyż Małopolski (2015)[25]
- Odznaka „Honoris Gratia” (2015)[25]
- Laur Krakowa XXI wieku (2015)[26]
- Tytuł Małopolanin Roku (2015)[27]